# Боньковський Олег Віталійович
Оле́г Віта́лійович Бонько́вський (нар. 2 листопада 1943, с. Вовковиї, Рівненська область) — український мистецтвознавець, педагог. Професор, викладач Львівської національної академії мистецтв, член Світової асоціації ковалів, член Національної спілки художників України (1984), заслужений художник України (2001).

## З життєпису
Закінчив Львівський державний інститут прикладного та декоративного мистецтва (1968). Педагоги з фаху — Роман Сельський, А. Соболєв, Володимир Овсійчук. Працює в галузі декоративно-прикладного мистецтва — обробляє метал.

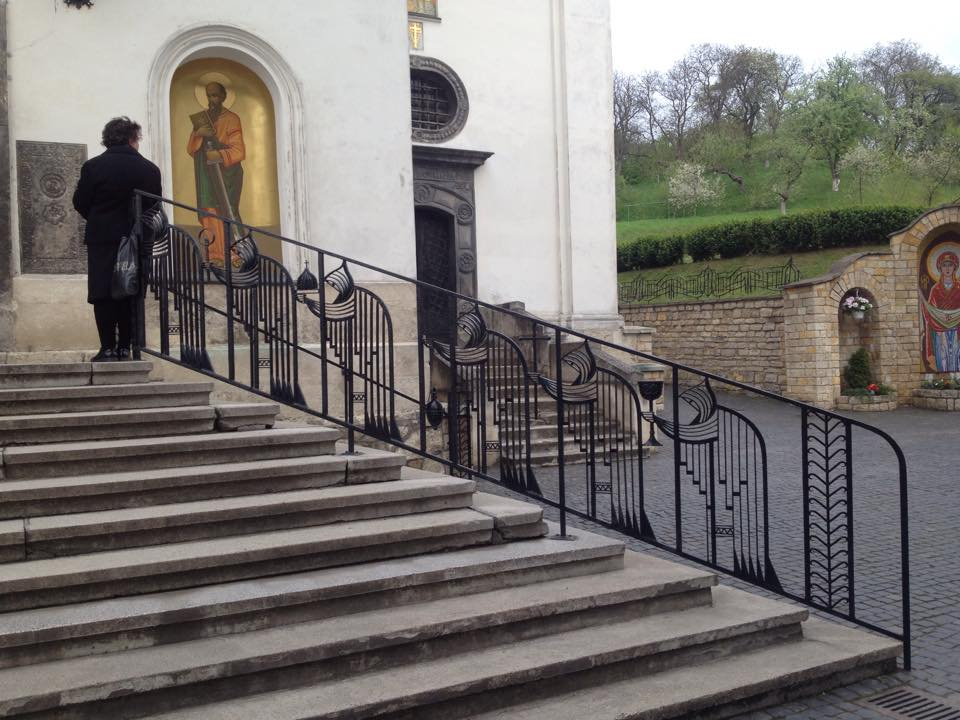
Церква Святого Онуфрія (Львів)

Основні твори: «Коровай» (1986), «Дай і огню» (1986), «Ідучі монахи» (1998), «Орнаментальна музика Карпат» (2000), «Вітер» (2001). Виконав внутрішнє оздоблення інтер'єру та ковану браму кафе у вірменському стилі «Арарат-Урарту», що на вул. Вірменській, 31 у Львові.